# Ilori-Kirche

Ilori-Kirche, Cristoforo De Castelli

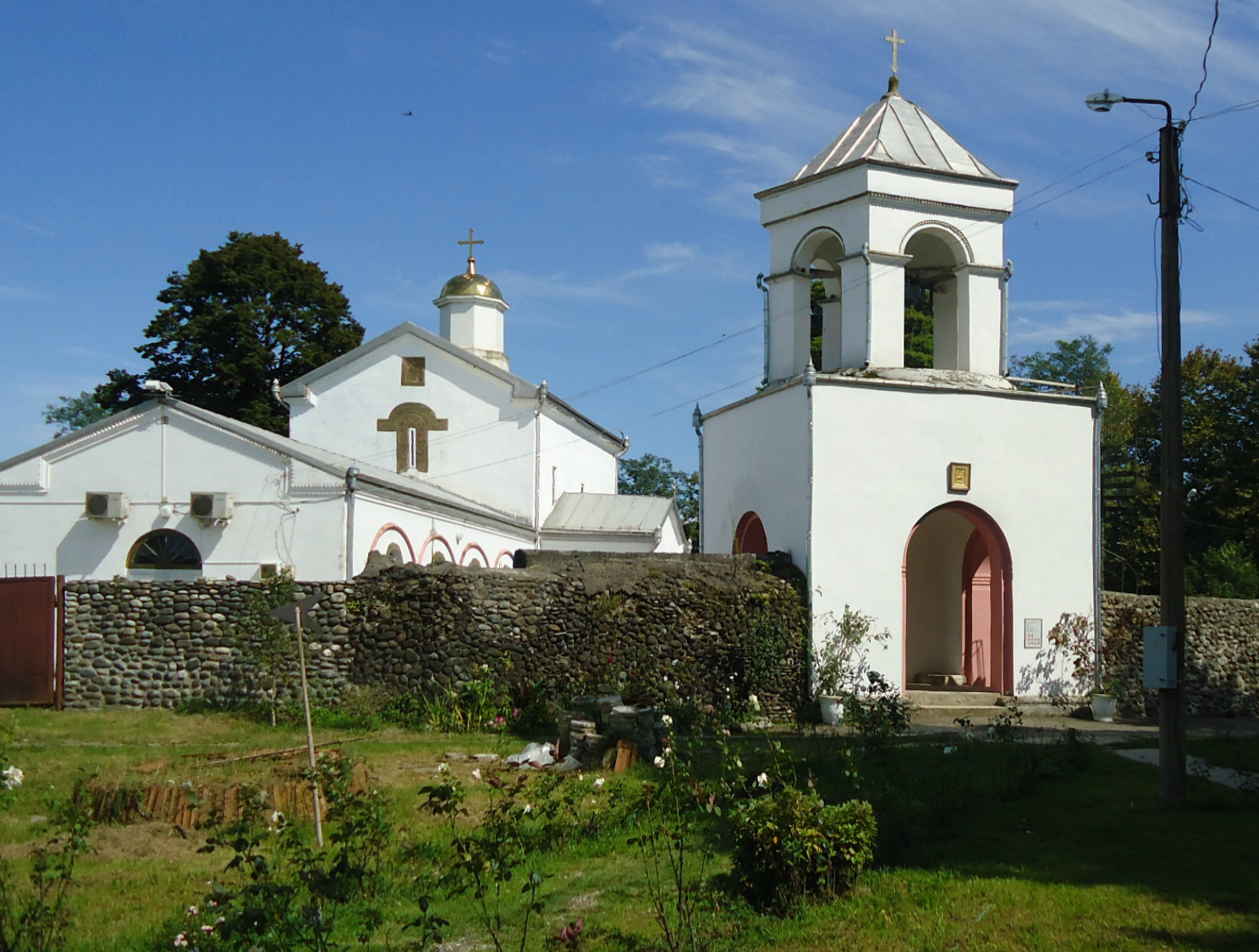
Ilori-Kirche (2013)

Die Ilori-Kirche (georgisch: ილორის ეკლესია) ist ein Kirchengebäude im georgischen Dorf Ilori (Autonome Republik Abchasien; Abchasisch-Orthodoxe Kirche). Sie wurde im 11. Jahrhundert erbaut. An der östlichen Fassade befinden sich fünf Steine mit georgischen Inschriften, die ebenfalls auf das 11. Jahrhundert datiert werden. Im 17. Jahrhundert wurde die Kirche von Lewan II. Dadiani renoviert. 1736 wurde sie von den Türken niedergebrannt und danach vom Fürsten von Odischi wieder erbaut. In den 1840er Jahren wurde das Kirchengebäude gründlich renoviert. 
Am 18. November 2010 berichtete der georgische Fernsehsender Rustawi 2, dass durch Abchasen und Russen die historische Form der Kirche verunstaltet wurde. Auf die georgische Kirche wurde eine russische Kuppel aufgesetzt. Das georgische Fresko wurde mit weißer Farbe überstrichen. Wie Rustawi 2 berichtet, sind auch die Inschriften zerstört.
Die georgische Seite richtete einen Appell an internationale Organisationen und forderte die UNESCO zur Reaktion auf diese Aktionen auf.